# Милан Јовановић (цртач)
Милан Јовановић (Копар, 1. јануар 1971) српски је цртач стрипова.
Најпознатији је по серијалу „Калокагарти“ са сценаристом Ђорђем Милосављевићем, „La Bête Noire“ са Дарком Мацаном, као и по серијалима које ради за француско тржиште са сценаристима Фреaнком Жируом и Алкантом.

## Биографија
Рођен у Копру 1971, сели се са породицом у Земун 1974, где и данас живи. Прве стрипове и илустрације објављује крајем 1980-их у периодици СФРЈ: Емитор, Алеф, Maxi,Патак...
Радио је у београдском студију за анимацију „Бикић“, истовремено објављујући илустрације у часописима. Његов албум Калокагарти, према сценарију Ђорђа Милосављевића излази 1994. године.
Био је један од покретача и уредника сатиричног листа Багер 2001. године. У раздобљу 2001–2004. објављује серијал „“ са сценаристом Дарком Мацаном.
Од 2004. године ради серијале за француске издаваче „Dupuis“, „Glenat“ и„Humanos“.

## Награде и признања
- „Златни крагуј“ за најбољи стрип у СРЈ, са Ђорђем Милосављевићем, за стрип Калокагарти, Крагујевац, 1994.
- Награда за најбољег младог стрип аутора, Салон стрипа у Зајечару, 1996.

## Изабрана библиографија
- „Калокагарти“, сценарио: Ђорђе Милосављевић

1. Калокагарти (црно-бели албум), „Орбис“, Београд, 1994.
2. „Калокагарти“ (серијализовано у часопису, колор), Политикин Забавник, Београд, 2002.

- : Пет животних доба, сценарио: Дарко Мацан

1. Доба 5ето: Равнотежа (свеска), едиција „Други поглед“ Златка Миленковића, Нови Сад, децембар, 2001.
2. Доба 4етврто: Лудило, —||—, фебруар 2002.
3. Доба 3реће: Дужност, —||—, април 2002.
4. Доба 2руго: Талент, —||—, јун 2002.
5. Доба 1рво: Љубав, —||—, јул 2004
6. : Пет животних доба (албум-интеграл), „Библиотека Q“, књ. 10, Ментор, Загреб. 2011.  978-953-7113-78-0.

- „“, сценарио: Франк Жиру (Frank Giroud)

1. Том 1, „Dupuis“, Француска, 2004.
2. Том 2, —||—, 2005.
3. Том 3, —||—, 2006.
4. (албум-интеграл), —||—, 2011.

- „“, сценарио: Свисен Дидије — „Алканте“

1. , , Француска, 2008.
2. , —||—, 2009.
3. , —||—, 2010.

- „“ 1-, сценарио: Свисен Дидије — „Алканте“

1. , , Француска, 2012.